# Тракт

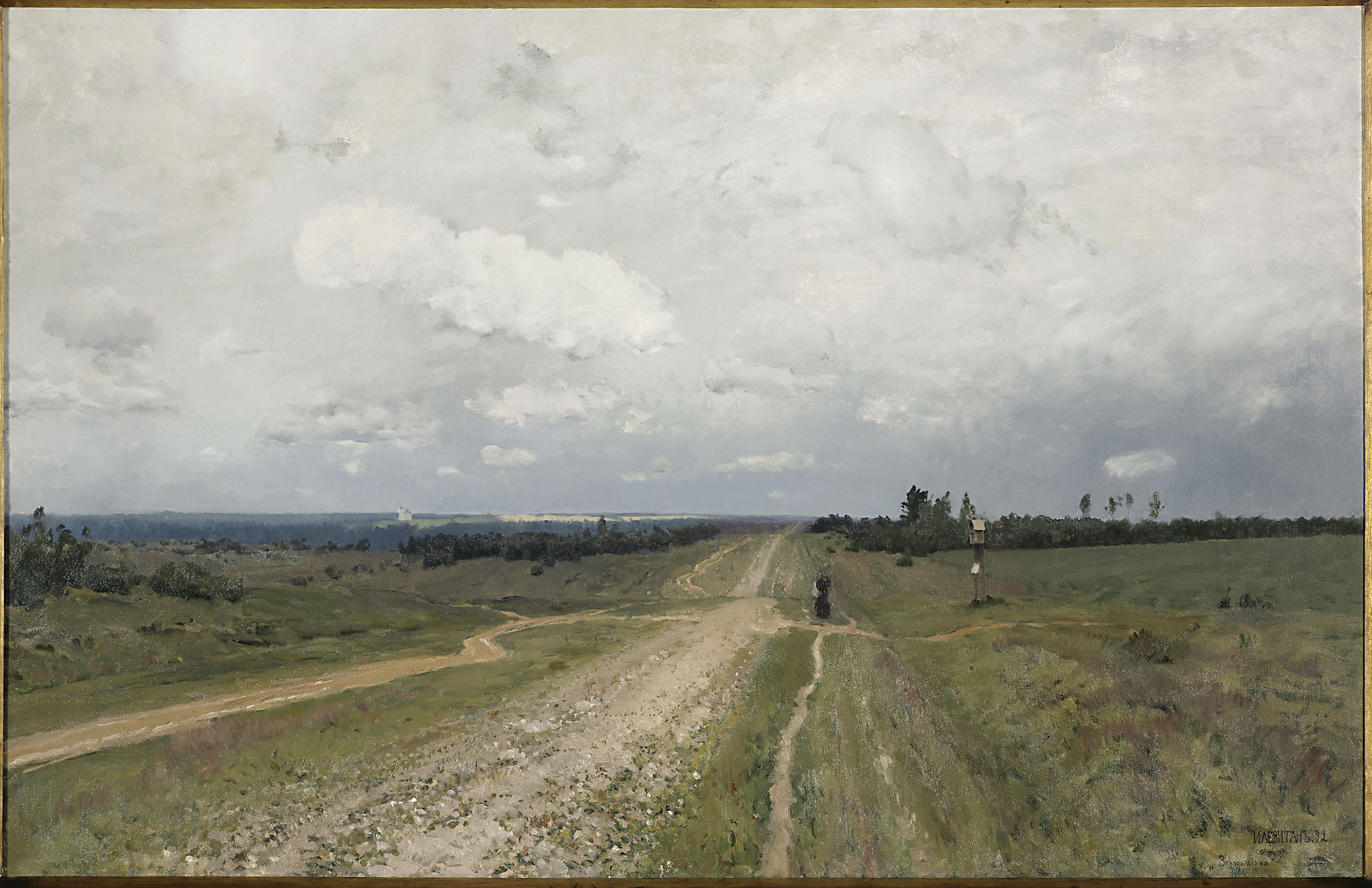
Володимирський тракт (Володимирка), І. Левітан, 1892 рік.

Тракт (нім. Trakt) — застарілий термін для позначення транспортної дороги, поліпшена ґрунтова дорога, велика наїжджена дорога, шлях.
З'єднує важливі населені пункти; мала станції, трактири — (готель, постоялі двори з рестораном, харчевні) і верстові стовпи. Уздовж тракту з'являлися впорядковані забудови, поселення і житла, що давало поштовх до розвитку міст.
По тракту йшли регулярні перевезення пасажирів, вантажів і пошти (поштові Тракти з поштовими станціями). З 19 століття тракти з твердим покриттям називалися шосе.

## Відомі тракти
- Амгіно-Аянський тракт — дорога, яка з'єднувала Якутськ з Охотським морем і Тихим океаном в XIX і XX століттях.
- Білозерський тракт — сухопутний шлях між Білозерськом та Петербургом, через Тихвін та Борисово-Судське. Втратив своє стратегічне значення після будівництва залізниць.
- Богашевський тракт (Богашевське шосе) — автомобільна дорога II категорії, що зв'язує Томськ аеропорту Богашево.
- Борисовський тракт (станція метро) — станція Московської лінії Мінського метрополітену.
- Володимирський тракт (Володимирка) — назва ґрунтової дороги головного сполучення з Москви на Володимир.
- Воронезький тракт (старий) — старовинна ґрунтова дорога, що використовувалась в XVIII столітті і як поштова, до Воронежа.
- Глинянський тракт — вулиця Львова, у місцевості Великі Кривчиці.
- Зміїногорський тракт (Барнаул) — одна з центральних магістралей Барнаула.
- Іркутський тракт (також Іркутська дорога) — назва Сибірського тракту на схід від Томська, ведучого до Красноярська і Іркутська.
- Казанський тракт — дорога, що мала велике функціональне навантаження, будучи поштовим трактом з  Елабуги в Мензелінськ.
- Павловський тракт — одна з найбільших транспортних магістралей Барнаула.
- Памірський тракт — автомобільна дорога, що з'єднує міста Ош (Киргизстан) і Хорог (Таджикистан).
- Сибірський тракт — сухопутний транспортний шлях між європейською частиною Росії, Сибіром і Китаєм.
- Чуйський тракт — магістральна федеральна автомобільна дорога М52: Новосибірськ — Ташанта — державний кордон з Монголією.
- Оренбурзький тракт — міжрегіональна автодорога  Р239 «Казань - Оренбург» /